# جیلونگ، ویکتوریا
جیلونگ (به انگلیسی: Geelong West) یک منطقهٔ مسکونی در استرالیا است که در ویکتوریا (استرالیا) واقع شده‌است.